# 上田ケーブルビジョン
株式会社上田ケーブルビジョン（うえだケーブルビジョン、英: Ueda Cable Vision Corporation）は、長野県上田市に本社があるケーブルテレビ局である。ケーブルテレビ事業の他にインターネットサービスプロバイダ事業も行っている。略称でUCVとも呼ばれる。

## サービスエリア
全て長野県。
- 上田市（「丸子テレビ放送」のサービスエリアである、丸子地区・武石地区を除く）
- 東御市
- 小県郡青木村
- 埴科郡坂城町

東御市のうち、かつて北御牧地区は「とうみケーブルテレビ」のサービスエリアであった。2014年、UCV社はとうみケーブルテレビの指定管理者となって関係を深め、6年後の2020年には東御市からケーブルテレビ事業の譲渡を受け、北御牧地区もUCV社の正式なサービスエリアとなった。

## 主な放送チャンネル

### 地上波系列別再送信局
| NHK-G   | NHK-E   | NNN/NNS    | ANN          | JNN      | TXN        | FNN/FNS  | JAITS |
| ------- | ------- | ---------- | ------------ | -------- | ---------- | -------- | ----- |
| NHK長野 | NHK長野 | テレビ信州 | 長野朝日放送 | 信越放送 | テレビ東京 | 長野放送 |       |

### テレビ局
| ID       | STB       | PS        | 放送局                       |
| -------- | --------- | --------- | ---------------------------- |
| 地上1    | TV011-012 | TV011-012 | NHK長野総合                  |
| 地上2    | TV021-023 | TV021-023 | NHK長野Eテレ                 |
| 地上4    | TV041-042 | TV041-042 | テレビ信州                   |
| 地上5    | TV051-052 | TV051-052 | 長野朝日放送                 |
| 地上6    | TV061-062 | TV061-062 | 信越放送                     |
| 地上8    | TV081-082 | TV081-082 | 長野放送                     |
| 地上7    | TV071-073 |           | テレビ東京                   |
| 地上12-1 | 001       | TV121     | 自主制作1                    |
| 地上12-2 | 002       | TV122     | 自主制作2                    |
|          | 003       |           | 丸子テレビ自主放送           |
|          | 004       |           | とうみケーブルテレビ自主放送 |
|          | 005       |           | ケーブルネット千曲自主放送   |
|          | 006       |           | 道路情報チャンネル自主制作   |
|          | 007       |           | 信毎文字ニュース             |
|          | 008       |           | お天気チャンネル             |
|          | 009       |           | 上田市行政チャンネル自主放送 |
| BS1      | 101-102   |           | NHK BS                       |
| BS4      | 141-143   |           | BS日テレ                     |
| BS5      | 151-153   |           | BS朝日                       |
| BS6      | 161-163   |           | BS-TBS                       |
| BS7      | 171-173   |           | BSテレ東                     |
| BS8      | 181-183   |           | BSフジ                       |
| BS9      | 191-193   |           | WOWOW                        |
| BS10-1   | 200       |           | BS10                         |
| BS10-2   | 201       |           | BS10スターチャンネル         |
| BS11     | 211       |           | BS11                         |
| BS12     | 222       |           | BS12 TwellV                  |
|          | 231-232   |           | 放送大学                     |
|          | 265       |           | BSよしもと                   |
|          | 531       |           | 放送大学ラジオ               |
| BS4K1    | 101       |           | NHK BSプレミアム4K           |
| BS8K2    | 102       |           | NHK BS8K                     |
| BS4K4    | 141-143   |           | BS日テレ 4K                  |
| BS4K5    | 151-153   |           | BS朝日 4K                    |
| BS4K6    | 161-163   |           | BS-TBS 4K                    |
| BS4K7    | 171-173   |           | BSテレ東 4K                  |
| BS4K8    | 181-183   |           | BSフジ 4K                    |
| BS4K11   | 211       |           | ショップチャンネル 4K        |
| BS4K12   | 222       |           | 4K QVC                       |
|          | 212       |           | GAORA SPORTS                 |
|          | 217       |           | ゴルフネットワーク           |
|          | 218       |           | 日テレジータス               |
|          | 225       |           | 東映チャンネル               |
|          | 226       |           | 衛星劇場                     |
|          | 230       |           | ファミリー劇場               |
|          | 231       |           | スーパー!ドラマTV            |
|          | 234       |           | 時代劇専門チャンネル         |
|          | 236       |           | アニマルプラネット           |
|          | 238       |           | TBSチャンネル                |
|          | 241       |           | アニマックス                 |
|          | 251       |           | 日経CNBC                     |
|          | 252       |           | 日テレNEWS24                 |
|          | 258       |           | テレ朝チャンネル2            |
|          | 263       |           | MTV                          |
|          | 270       |           | 囲碁・将棋チャンネル         |
|          | 272       |           | QVC                          |
|          | 276       |           | 釣りビジョン                 |
|          | 277       |           | 旅チャンネル                 |
|          | 281       |           | フジテレビTWO                |
|          | 282       |           | フジテレビONE                |
|          | 285       |           | グリーンチャンネル1          |
|          | 286       |           | グリーンチャンネル2          |

- ID:リモコンキーID
- STB:セットトップボックス（デジタルチューナー）
- PS:パススルー方式

- 長野県域局および自主制作チャンネルの地上デジタル放送はパススルー方式の為、地上デジタル放送対応テレビがあれば単独で視聴可能。
- tvkのアナログ区域外再放送を一時期行っていたことがある。廃止時期は不明。
- 2014年7月24日をもって、日本テレビ・テレビ朝日・TBS・フジテレビの区域外再放送を終了した。

### ラジオ局
| MHz  | 放送局    |
| ---- | --------- |
| 78.0 | TOKYO FM  |
| 78.5 | FMとうみ  |
| 79.7 | FM長野    |
| 81.0 | SBCラジオ |
| 82.0 | BAYFM     |
| 83.0 | NACK5     |
| 84.0 | NHK長野FM |

## 在京民放局の区域外再放送
- TOKYO MX（アナログ14ch）のアナログ区域外再放送を過去に行っていたが、2006年3月31日限りで廃止している。2005年11月頃からテレビ信州（親局デジタルの物理チャンネル14ch）が地上デジタル放送の試験放送を開始したことによって混信が起き、受信不能となったことによる。在京民放キー局の区域外再放送用の受信点を変更[4]の上で、在京キー局のデジタル区域外再放送が2009年6月22日から開始された。総務省が2008年4月に示した「ガイドライン」にほぼ沿った形となった。
  - 日本テレビ・テレビ朝日・TBS・フジテレビ - 県内に系列局が存在するため、地上アナログ放送は完全停波予定日である2011年7月24日まで、地上デジタル放送はその3年後の2014年7月24日までの期間限定で区域外再放送を認める。
  - テレビ東京 - 地上アナログ放送は完全停波予定日である2011年7月24日まで、地上デジタル放送はその3年後の2014年7月24日までの期間限定で区域外再放送を認める。県内に系列局が無いテレビ東京については、同年7月25日以降の地上デジタル放送での区域外再放送についての協議を続ける。2017年現在は2020年3月31日まで延長されている。その日以降の放送についても協議を続ける[5]。
- TBSテレビ以外の4波について、適法な在京キー局のデジタル区域外再放送は丸子テレビ放送共々長野県内初（TBSテレビについては長野県内で3局目タイ）。
- 当社・丸子テレビ放送は何れもサービスエリアに「区域外再放送を原則同意すべき」旨が総務省の「ガイドライン」に例示のある「放送対象地域[6]の隣接市町村」が含まれており、かつ地上アナログ放送で在京キー局の区域外再放送を行っているケーブルテレビ事業者であるにもかかわらず、2008年にLCV・テレビ松本が起こした、虚偽の内容を含んだ総務大臣裁定申請および有線テレビジョン放送法違反行為により、地上デジタル放送への完全移行後の在京キー局の地上デジタル放送での区域外再放送には「地上アナログ放送完全停波後3年までの期間限定」という条件が付された。上述の通り、県内に系列局がないテレビ東京については期間が過ぎても再送信が継続出来るよう協議を継続する。

## 主な自主制作番組
- UCVレポート
- まちなかグルメUMAI蔵
- ごったにッ!
- おおきくなあれ